# Joaquín Juncosa

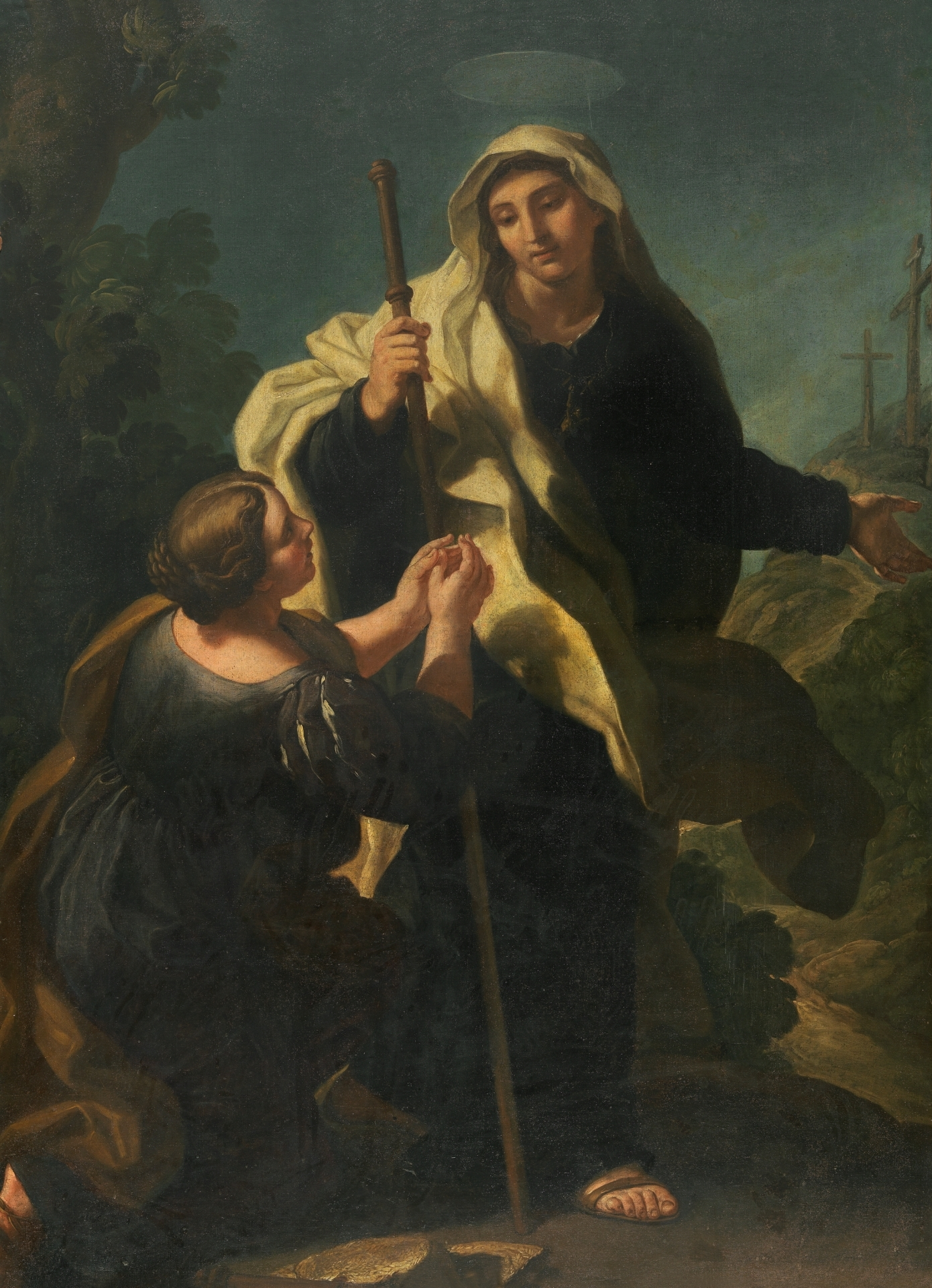
Santa Elena y su hija, óleo sobre lienzo (170 x 124 cm.), atribuido a Joaquín Juncosa, Madrid, Museo del Prado.

Fray Joaquín Juncosa (Cornudella (Tarragona), 1631-Roma, 1708) fue un pintor barroco español, especializado en la pintura de asuntos mitológicos hasta su ingreso en 1660 como hermano lego en la cartuja de Scala Dei.

## Biografía
Miembro de una familia de pintores a cuya cabeza se situó su padre, Juan Juncosa, modesto pintor activo en la comarca de Tarragona en las primeras décadas del siglo XVII, antes de ingresar en religión, según dice Antonio Palomino, pintó «muchos cuadros de diferentes fábulas (en que era muy noticioso, y erudito) para casas particulares» y especialmente cuatro grandes lienzos de fábulas encargados por el marqués de la Guardia, gobernador de Cerdeña, que fueron muy celebrados, de lo que nada ha llegado hasta hoy.
El 21 de septiembre de 1660 profesó como lego en la actualmente arruinada cartuja de Scala Dei, donde pintó, entre otros, los cuadros de su sala capitular, con retratos de monjes cartujos. De ella pasó a la de Montealegre, en la que dejó ocho cuadros en el sagrario, con motivos alusivos al santísimo Sacramento, y las pinturas al fresco de la bóveda de esta misma pieza. En fecha indeterminada viajó a Roma, donde en contacto con el clasicismo romano mejoró su técnica. Reformado su gusto en contacto con lo romano, de vuelta en la cartuja de Scala Dei, dice Ceán Bermúdez, despreciaba cuanto había pintado antes. En 1680, con su primo, el presbítero José Juncosa, pintó la bóveda y capilla mayor del santuario de la Misericordia de Reus, incendiado en 1936. 
Descontento con la dureza de la regla cartuja, y según Ceán porque no se hacía aprecio de su obra, no dispensándole ningún acto de comunidad por sus trabajos, huyó a Roma, donde obtuvo el perdón del Papa, con la obligación de residir en una ermita próxima a la ciudad, falleciendo en ella en 1708.
Su obra se perdió en gran parte a consecuencia de la desamortización, con la exclaustración y ruina de las cartujas de Scala Dei y Montealegre, y más tarde con las destrucciones de la guerra civil. Cuanto queda son obras atribuidas, citándose entre otras un San Pedro en cátedra y un San Sebastián en el Museo de Reus y una Última Cena en la Academia Catalana de Bellas Artes de San Jorge (Barcelona), posiblemente procedente de la cartuja de Montealegre, obras en las que se advierte el conocimiento del clasicismo romano, lo que podría confirmar su atribución. También atribuidos desde tiempos de Ceán son los quince cuadros de los Misterios del Rosario conservados en la cartuja de Valldemosa (Mallorca). En el siglo XIX se citaba en el Museo de Barcelona un autorretrato como cartujo, quizá el retrato de un Cartujo pintor en colección privada que Alfonso E. Pérez Sánchez califica de soberbio, demostrando en él notable capacidad como pintor.